# Crocidura phaeura
Crocidura phaeura es una especie africana de musaraña, de la familia de los soricidae.

## Distribución geográfica
Es endémica de las montañas de Etiopía, en un área muy reducida ya que sólo se encuentran ejemplares en el interior del parque nacional de Nachisar.

## Estado de conservación
Se encuentra amenazada por la pérdida de su hábitat natural.